# Winny
Winny (aussi connu sous le nom de WinNY) est un programme de P2P japonais qui a été inspiré du travail fait par Freenet et qui garde l'esprit d'intraçabilité des usagers. Freenet a été implémenté en Java, Winny a été implementé avec une application Windows, développée en C++.
Le logiciel tient son nom de WinMX, ou le M et le X ont été déplacés d'une lettre dans l'alphabet  latin ce qui donne le N et le Y. Depuis septembre 2003, il existe 250 000 usagers de ce programme selon l'association basé à Tōkyō pour le droit d'auteur des programmes informatiques. Selon P2Pnet, c'est le plus populaire des logiciels de partage de fichiers au Japon, WinMX tenant la seconde place.
Le logiciel a été développé par Isamu Kaneko qui travaille à l'université de Tokyo au Japon. Il est également chercheur à l'institut de recherche japonais sur l'énergie atomique. Kaneko a originellement annoncé sur la page du forum 2channel qu'il le développait. Depuis que les utilisateurs de 2ch font référence à des utilisateurs anonymes par des codes postaux, Kaneko s'est appelé « Mr. 47 » ("47-Shi", ou 47氏 en Japonais), ou juste « 47 ».
Alors que l'association japonaise pour le droit d'auteur de logiciels de logiciels a signalé qu'en janvier 2014, le nombre de nœuds connectés sur Perfect Dark (24000) était inférieur à celui de Share (44000), mais plus que sur Winny (12000), Netagent en 2018 Winny rapporté étant le plus grand avec 50 000 nœuds suivis de Perfect Dark avec 30 000 nœuds suivis par Share avec 10 000. Netagent affirme que le nombre de nœuds sur Perfect Dark est tombé depuis 2015, tandis que le nombre de Winny était stable. Netagent rapporte que les utilisateurs de Perfect Dark sont les plus susceptibles de partager des livres / manga.

## Arrestation et procès de Kaneko
Le 28 novembre 2003, deux utilisateurs de Winny : Yoshihiro Inoue, un homme d'affaires de 41 ans de Takasaki, dans la préfecture de Gunma et un sans emploi de 19 ans de Matsuyama, ont été arrêtés par la police de Kyōto. Ils ont été accusés d'avoir partagé des programmes sous copyright via Winny et ont admis leur crime. Rapidement après leur arrestation, Kaneko a lui aussi eu son habitation fouillée et le code source de Winny a été confisqué par la police de Kyōto.
Le 10 mai 2004, Kaneko a été arrêté comme suspect pour conspiration et violation du droit d'auteur par l'unité de répression des crimes informatiques de la préfecture de Kyōto.
Son arrestation a causé un soulèvement de hurlement de la part de la communauté d'Internet, y compris 2channel, citant qu'il a été arrêté injustement. Un site web a lancé une collecte de fonds pour sa défense et a amassé quelque 11 millions de yen (environ 97 000 dollars le 23 mai 2004) en moins de deux semaines.
Kaneko a été relâché sous caution le 1er juin 2004. Le tribunal a commencé son procès en septembre 2004 au tribunal de la région de Kyōto. Après que le développement de Winny a été arrêté, le partage a commencé entre les développeurs anonymes japonais pour reprendre là où Winny s'était arrêté.
Kaneko a été condamné en première instance à une amende de 1,5 million de yens, mais a été acquitté en appel. L'affaire a ensuite été portée devant la Cour Suprême qui a confirmé l'acquittement de Kaneko en décembre 2011. Le procès a donc duré au total sept ans et demi.

## Anonymat avec Winny
Au moment de l'arrestation, la police de Kyōto a prétendu avoir « analysé les caractéristiques de l'anonymat de Winny » pour poursuivre les utilisateurs mais n'a pas révélé la méthode exacte employée.
Il s'est avéré plus tard que la méthode utilisée, exposée en détail dans le rapport, le premier jour de la mise en examen, n'était pas totalement exacte. En fait, il y a des secteurs où Winny ne fournit pas d'anonymat et c'est cela qui a permis à la police de retracer les utilisateurs.
Après avoir échoué à déchiffrer les communications chiffrées des fichiers partagés du programme, la police de Kyōto a changé de méthode : traquer les utilisateurs via les forums inclus dans Winny.
Les forums de discussion de Winny fournissent l'anonymat aux utilisateurs qui accèdent aux messages mais pas aux créateurs des sujets. Les utilisateurs peuvent déterminer l'adresse IP de l'auteur du sujet.
La police de Kyōto a recherché des messages ou l'auteur avait posté les noms des fichiers protégés par le droit d'auteur qu'il partageait et a enregistré son adresse IP. Après, ils ont configuré leur pare-feu pour seulement laisser passer les connexions entre eux et le propriétaire du message avec son adresse IP. Finalement, ils ont confirmé qu'ils pouvaient vraiment télécharger le fichier protégé depuis l'utilisateur et donc qu'il le partageait.

## Postérité
Isamu Kaneko fait son retour dans la recherche une fois l'acquittement confirmé par la Cour Suprême, mais il meurt d'un infarctus en 2013 à l'âge de 42 ans,.
Le film japonais Winny, réalisé par Yūsaku Matsumoto avec Masahiro Higashide (en) dans le rôle principal, et sorti au Japon en mars 2023, relate l'histoire de Winny, en particulier le procès en appel contre Isamu Kaneko.